# Agrotis nun
Agrotis nun är en fjärilsart som beskrevs av J. Peter Maassen 1890. Agrotis nun ingår i släktet Agrotis och familjen nattflyn. Inga underarter finns listade i Catalogue of Life.